# Panyadap
Panyadap is een bestuurslaag in het regentschap Bandung van de provincie West-Java, Indonesië. Panyadap telt 10.989 inwoners (volkstelling 2010).